# Luka Fakač
Luka Fakač, bivši igrač splitskog Hajduka iz 1910.-tih godina. Odigrao je dvije utakmice ali nije postigao nijedan gol. Nastupio je i u prvoj Hajdukovoj trening utakmici 16. travnja 1911. za momčad B protiv momčadi A. od koje su izgubli s 13:2.
U prvoj Hajdukovoj utakmici koju je igrao protiv Calcia uz njega igrali su Buchberger, Namar, Zuppa, Bonetti, Murat, Tudor, Šitić, Raunig, Lewaj i Nedoklan. 
Statistika u Hajduku
| Natjecanje        | Nastupi | Zgoditci |
| ----------------- | ------- | -------- |
| Prvenstvo         | 0       | 0        |
| Kup               | 0       | 0        |
| Superkup          | 0       | 0        |
| Međunarodne       | 0       | 0        |
| Splitski podsavez | 0       | 0        |
| Ukupno            | 0       | 0        |
| Prijateljske      | 2       | 0        |
| Sveukupno         | 2       | 0        |